# Георги Неданов
Георги Митров Неданов е български революционер, деец на Вътрешната македоно-одринска революционна организация.

## Биография
Георги Неданов е роден през 1875 година в ресенското село Златари, тогава в Османската империя. Присъединява се към ВМОРО. Участва в Илинденското въстание с четата на войводата на Гяватската чета Георги Чауш.
На 21 април 1943 година, като жител на Златари, подава молба за българска народна пенсия, която е одобрена и пенсията е отпусната от Министерския съвет на Царство България.